# Іціар Атьєнса
Іціар Атьєнса (ісп. Itziar Atienza; нар. 26 листопада 1977, Мадрид, Перехід Іспанії до демократії) — іспанська театральна та кіноакторка. 

## Біографія
Іціар Атьєнса народилася 26 листопада 1977 року у Мадриді. У 2000 році закінчила Університет Деусто (право).

## Телебачення
- Видалення лусочок (2016)
- Вільний сміх (2020)